# Joseph Pitton de Tournefort
Joseph Pitton de Tournefort, född 5 juni 1656 i Aix-en-Provence, Frankrike, död 28 december 1708 i Paris, var en fransk botaniker som utformade en växttaxonomi som föregrep Carl von Linné och inspirerade densamme till hans sexualsystem. Auktorsnamnet Tourn. kan användas för Joseph Pitton de Tournefort i samband med ett vetenskapligt namn inom botaniken; se Wikipediaartiklar som länkar till auktorsnamnet.

## Biografi
Joseph Pitton de Tournefort studerade i jesuitskola, och hans far hade beslutat att han skulle viga sig åt Gud. Fadern dog dock tidigt, och han kunde då ägna sig åt botaniken, vilket var vad han helst ville göra. Han samlade växter i två år, och inskrevs sedan vid universitetet i Montpellier, där han studerade medicin. År 1683 utsågs han till professor i botanik vid Jardin des Plantes.
På kungens order begav han sig på resa i västra Europa, där han särskilt i Pyrenéerna gjorde viktiga växtinsamlingar. Mellan 1700 och 1702 befann han sig på de grekiska öarna och besökte Konstantinopel, Svarta havets kuster, Armenien och Georgien, och gjorde då diverse växtsamlingar och botaniska observationer. Med sig på resan hade han den tyske botanikern Andreas Gundesheimer (1668–1715) och den franske konstnären Claude Aubriet (1651–1743). En av hans lärjungar, Charles Plumier, följde även med på resorna. Reseberättelsen publicerades postumt med titeln Relation d'un voyage du Levant. En annan av hans lärjungar var Sébastien Vaillant.
Hans huvudverk är Institutiones rei herbariae (1700), i vilken han klassificerar växter utifrån deras kronblad, och ännu viktigare, gjorde en distinktion mellan art och släkte. Med begreppet släkte kunde han inordna 6 000 växter i 600 grupper, och därmed bana väg för Linné. Bland hans andra verk återfinns De optima methode instituenda in re herbaria (1697), och Histoire des plantes qui naissent aux environs de Paris (1698).
Han dog i Paris, där han den 28 december 1708 blev överkörd av en vagn. Vägen har blivit uppkallad efter honom (Rue de Tournefort i femte arrondissementet). Linné uppkallade släktet Tournefortia i familjen Boraginaceae efter honom.